# فالديبيباس

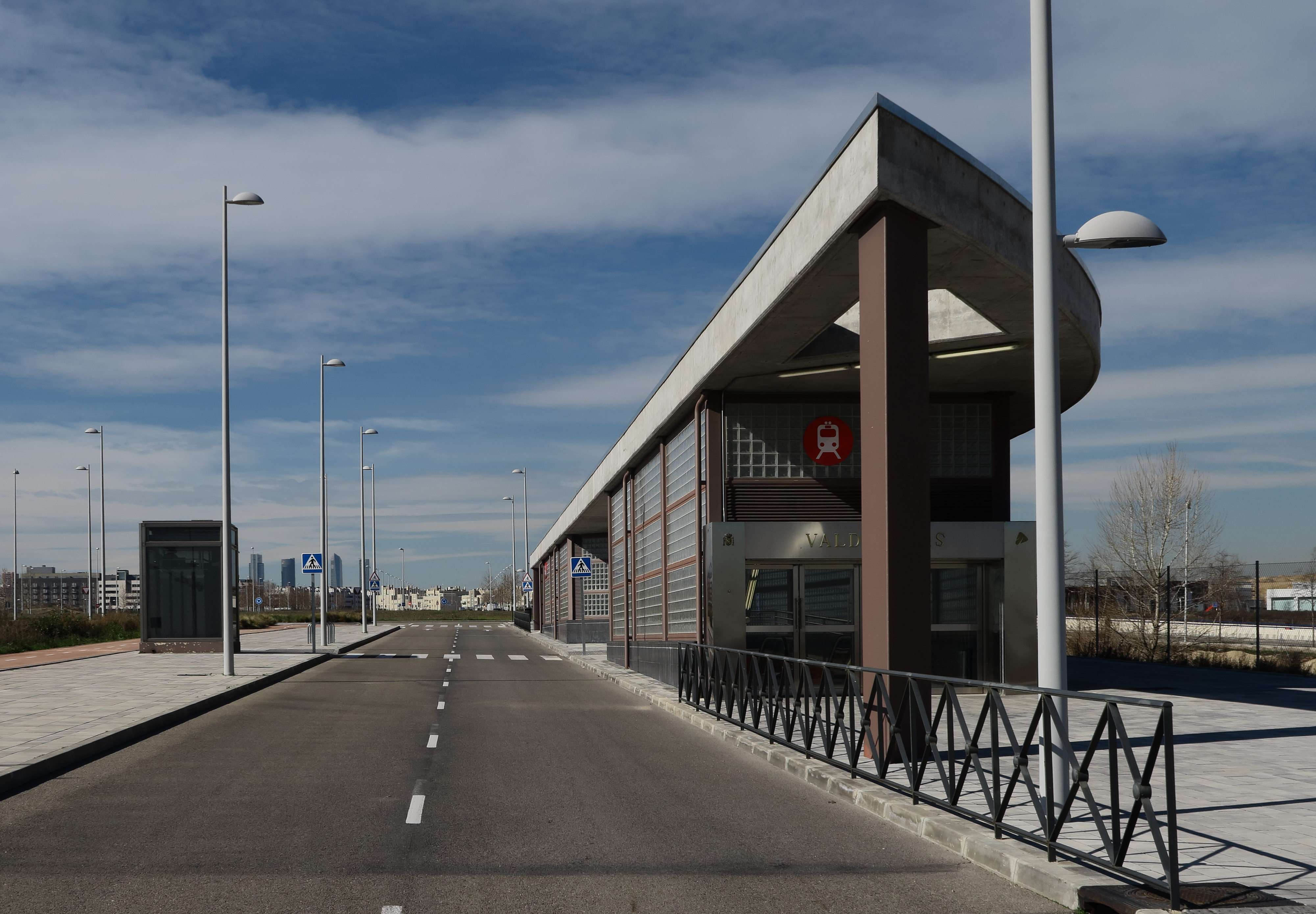
محطة سكة حديد فالديباس

فالديبيباس (تلفظ بالإسبانية: ‎/ˌvaldeˈβeβas/‏) هو تطوير مدني قيد الإنشاء في مدينة مدريد، إسبانيا بالقرب من مطار باراخاس الدولي. وسيضم حوالي 12،500 شقة ومنزل لـ40،000 نسمة. يتم بناء حديقة فالديبيباس وودلاند على مساحة 500 هكتار. سيضم الحي أيضًا مساحات بيع بالتجزئة ومكاتب وفنادق ومرافق عامة.

## مرافق تدريب ريال مدريد
فالديبيباس هي موطن مدينة ريال مدريد الرياضية، ومنشآت تدريب ريال مدريد.